# Бутурлін Олександр Борисович
Бутурлін Олександр Борисович (28 (18) липня 1694, Москва — 10 вересня (30 серпня) 1767)  — граф (1760 р.), генерал-фельдмаршал (1756 р,), головний командир Малоросійського тимчасового Правління гетьманського уряду (з 1 грудня 1741 р. по 11 червня 1742 рр.), Московський генерал-губернатор (12 грудня 1742—1744 рр. та 9 червня 1762—1763 рр.)

## Початок служби
Почав службу у 1714 році рядовим гвардії. З 1716 по 1720 рр. навчався в Академії морської гвардії. Після закінчення академії став денщиком Петра I та виконував навіть секретні доручення російського царя.
За правління Петра II генерал-майор О.Бутурлін посварився з князем Іваном Долгоруковим, товаришем імператора. За це він був відправлений до української армії.
В 1735—1740 роках був Смоленським губернатором. В той же час, з 1738 року знаходився в армії, якою керував Бурхард Кристоф Мініх Брав участь у війні з Туреччиною, охороняв українські кордони від нападів.

## Глухівсько-московський період
Після раптової відставки Іван Іванович Неплюєва новим керівником Правління гетьманського уряду 1 грудня 1741 року було призначено О.Бутурліна. На ці посаді він пробув недового — до 11 червня 1742 року.
В цей час почалася війна з Швецією, в якій О.Бутурлін керував військами, що воювали в Естляндії, Ліфляндії і Великих Луках. За успіхи був отримав звання генерал-аншефа. Та в 1742 році призначається Московським генерал-губернатором (до 1744 року).
Довгий час О.Бутурлін був фаворитом російської імператриці Єлизавети Петрівни. Цей акт пояснює його швидке просування та все нові і нові звання. В 1747 р. О.Бутурлін отримав звання генерал-ад'ютанта, в 1749 р. — підполковника лейб-гвардії Преображенського полку. А в 1756 році мав уже звання — фельдмаршала, з велінням бути присутнім в конференції міністрів. Ще через чотири роки отримав титул графа.
За правління Петра III О.Бутурлін був відкликаний з армії і вдруге призначений 9 червня 7162 року Московським генерал-губернатором.